# Turó dels Escorpins
El Turó dels Escorpins és una muntanya de 509 metres que es troba al municipi de Terrassa, a la comarca del Vallès Occidental.